# 根本羽衣
根本 羽衣（ねもと うい、1989年10月2日 - ）は、日本の女性アイドル、タレント、女優。埼玉県出身。

## 来歴
2013年1月9日、アイドルグループスルースキルズ1期生として選出される。
2016年5月25日、全日本プロレスの応援大使 に就任。6月30日、渋谷チェルシーホテルでスルースキルズ解散ライブを行った。
解散後はイベント・舞台(コント含む)中心に芸能活動を続ける。

## 人物
- 尊敬する人は「お母さん」とドラゴンボール「孫悟空」。
- 子供の頃なりたかった職業は保育士。
- 好きな食べ物はやきとん、焼肉。お酒も好き。

## 出演

### 映画
火花　2017.11

### PV
- HUN-KUN（湘南乃風）PV
- 沢井美空「なきむし」 PV
- フレンチキス「最初のメール」 PV
- KimagLake「キラキラ」 PV
- 株式会社オリンエンタルランド ビデオ

### テレビ
- ろくでなしBLUES（TBSテレビ） - 女子高生 役
- 聞かなかった場所（TBSテレビ）
- 私が代行します（TBSテレビ）
- ハングリー（CX）
- リーガル・ハイ（CX）
- たぶらかし（CX）
- 医療捜査官 財前一二三3（CX）
- GTO（CX）
- ビートたけしのテレビタックル（EX）

### ネット番組
- まけんグミTV! ウインナー?winner?ういあんな！
- まけんグミTV！ういあんなのせ〜の!ポテト!(FRESH LIVE インタレストミュージックオンデマンド 2018年4月23日-) (レギュラー出演)MC根本羽衣・平井杏奈
- IDOL BOX (FRESH LIVE tv-asari 2018年2月20日-)(レギュラー出演)MC根本羽衣・兼近大樹(EXIT)
- ボートレース平和島こんせいそんのスタジオ生放送!（ニコニコ生放送・YouTube Live・平和島競艇場公式チャンネル）（不定期出演）

### ラジオ
- らじたま (調布FM[3] 2017年10月15日〜レギュラー出演2019年10月番組終了)

### CM
- イオン　浴衣
- 宝くじ
- 楽天 Bazooooka バーゲン（Web CM）
- 日産自動車 初売り
- 東京都水道局 トレインチャンネル

#### スナップ
- FABフリーペーパーモデル
- 美人スナップ
- メトロミニッツ
- 美女為替
- iPhoneアプリ
- ガジェット女子

#### ショー
- AYUMI fes
- Attractive
- 着物ブライダルショー
- ウェディングドレスブライダルショー（浦安ブライトンホテル）

### 舞台
- 劇団まけん組「ダーリンの進化論[4]」（2017年12月6日 - 10日、恵比寿エコー劇場）
- 羽衣の探偵日記 [5] (1弾.2017年6月22日-23日 2弾.2017年10月30日-31日 3弾.2018年3月20日)(主演)
- 下賤の天　2018年7年 新宿モリエール
- 笑笑笑と笑いなさい　2018年5月　中野MOMO
- スタンドでチキン　2019年9月 高田馬場ラビネスト